# Francesco Lana de Terzi
Pour les articles homonymes, voir Lana (homonymie) et Terzi.
Compléments
Inventeur d'un ballon dirigeable et considéré comme un des pionniers de l’aéronautique
Francesco Lana de Terzi, né le 10 décembre 1631 à Brescia en Lombardie (république de Venise) et mort le 22 février 1687 dans la même ville, est un prêtre jésuite italien, mathématicien, naturaliste et pionnier de l'aéronautique.
Il est un des premiers concepteurs d'un ballon dirigeable et a développé un système d'écriture en relief, ancêtre du braille, le système Lana.

## Biographie
Francesco Lana de Terzi est né dans la famille aristocratique des Terzi originaire de Franciacorta. Il fréquenta le Collège des Nobles de Sant’Antonio et entra dans la Compagnie de Jésus le 11 novembre 1647. Après son entrée dans la Compagnie de Jésus, il fit ses études de philosophie et mathématiques au Collége romain, sous la direction de Athanasius Kircher et de Paolo Casati.
En 1654 il alla enseigner les belles-lettres au collége de Terni, où ses succès dans l’enseignement lui firent décerner par les magistrats le droit de siéger dans leur conseil municipal, non-seulement pour lui, mais aussi pour tous ses parents. Il tâcha d’en exprimer sa reconnaissance en composant un drame dont le sujet était le martyre de St-Valentin, évêque et protecteur de Terni.
Le Père Lana avait beaucoup de disposition pour les sciences naturelles, la chimie, la physique et la mécanique. Il fit plusieurs expériences avec un baromètre sur la montagne de la Madeleine, près de Brescia, pendant qu’il professait la philosophie dans cette même ville en 1665. Il alla, trois ans après, en faire d’autres semblables à Bologne, sur la Tour Asinelli.
Revenu à Brescia, il parcourut toutes les montagnes pour en connaître les minéraux. Il y fit de nombreuses expériences pour tâcher d’expliquer les phénomènes des cristallisations. En vain seulement avec du nitre et des sels il tenta d’imiter celles de la nature. Ayant remarqué que beaucoup de grains se perdaient par la manière dont les laboureurs ensemençaient leurs terres, il conçut l’idée d’un semoir ingénieux qui a singulièrement rappelé celui dont Tull parut l’inventeur en 1733. Vers la fin du XVIIe siècle, Alessandro del Borro, du pays d’Arezzo, dans son Char de Cérès, envoyé par lui-même en hommage à un ministre du roi d’Angleterre, avait déjà perfectionné le semoir du Père Lana, dont, au reste, Algarotti fait la description dans une de ses lettres, qu’on trouve au tome 10 de ses Œuvres.
Dans son Prodromo dell’arte maestra, le Père Lana indiqua (ch. 4) des moyens particuliers pour apprendre à écrire et même à parler aux sourds-muets de naissance. Il montra (ch. 9, 10 et 18) comment l’on pouvait faire des horloges à rouages qui marcheraient perpétuellement par le moyen du sable, et d’autres dont l’aiguille serait mue régulièrement par la diminution de l’huile d’une lampe allumée. Il proposa (ch. 5) quatre moyens pour fabriquer des oiseaux qui volassent et se soutinssent en l’air, comme la colombe d’Archytas ou l’aigle de Regiomontanus et autres pareils dont il rappelle le souvenir.
C’est au chapitre 6 qu’on voit son invention d’une aérostat à vide. Il en fut parlé dans le temps avec beaucoup d’intérêt dans le Collegium physicum experimentale de Johann Christoph Sturm. Leibniz a fait à ce sujet des calculs qu’on peut voir dans son Hypothesis physica nova : il approuvait les fondements de ceux du P. Lana, mais il doutait que l’expérience pût réussir. Ce Jésuite n’avait pu la faire à cause de sa pauvreté monastique, comme il le dit lui-même ; et les mémes raisons l’empêchèrent de réaliser la plupart des inventions consignées dans son Prodromo et son Magisterium : d’ailleurs sa complexion débile et cette santé souffrante dont il se plaint dans la préface même de ce dernier ouvrage s’y opposaient également. Affligé d’infirmités douloureuses, il revint dans sa patrie, après avoir professé les mathématiques à Ferrare ; à Brescia il fonda l’académie des Filesotici, c’est-à-dire des amants des choses savantes étrangères du ressort de la nature et des arts. Cette académie publia ses premiers mémoires en 1686 ; et il en fut fait une mention honorable dans les Acta Eruditorum de Leipzig (ann. 1686, p. 557) ; mais cette académie ne subsista pas longtemps après son fondateur, qui mourut à l’âge de 52 ans, le 22 février 1687.

## L'aéronef

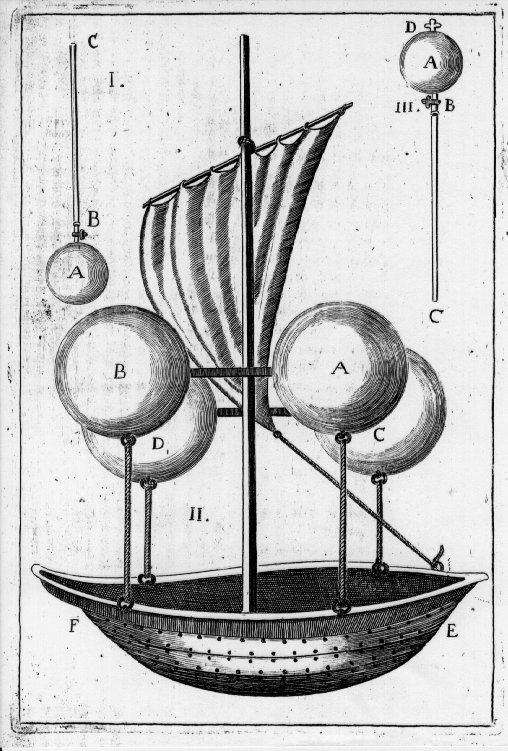
L'aéronef tel que dessiné et imaginé par Francesco Lana de Terzi.

En 1670, Francesco Lana de Terzi a publié un ouvrage intitulé Prodomo, dans lequel le chapitre Saggio di alcune invenzioni nuove premesso all'arte maestra (« Essai de quelques nouvelles inventions de maître de l'art ») contenait la description d'un « engin volant ». Encouragé par les expériences d'Otto von Guericke sur les hémisphères de Magdebourg, Lana de Terzi avait développé en 1663 l'idée d'un vaisseau plus léger que l'air.
Le vaisseau - qui n'a jamais été construit - comporte un mât central auquel est attachée une voile. Dirigeable, le vaisseau devait être piloté comme un bateau. Quatre autres mâts sont surmontés de sphères en feuilles de cuivre très fines, chacune ayant un diamètre de 7,5 mètres et une masse de 180 kilogrammes. Lana de Terzi a calculé que la masse d'air contenue dans les sphères serait de 290 kilogrammes, et avait donc prévu qu'en y faisant le vide, il les rendrait plus légères que l'air. Le vaisseau pourrait, dans ces conditions, transporter six personnes.
La fabrication de si fines feuilles de cuivre était à cette époque impossible, et la pression de l'air environnant aurait déformé les sphères du vaisseau. L'idée de Lana n'a donc jamais été testée. De plus, Lana était conscient qu'un tel véhicule pouvait être utilisé comme arme de guerre pour attaquer les villes depuis les airs. Il a écrit : « Dieu ne permettra jamais qu'une telle machine soit construite, car tout le monde comprend bien qu'aucune ville ne serait à l'abri d'attaques. Des poids en fer, des boules de feu et des bombes pourraient être lâchées depuis une altitude importante. »
Dans une situation théoriquement parfaite avec des sphères sans poids, un « ballon à vide » serait 7 % plus léger qu'un ballon rempli d'hydrogène et 16 % plus léger qu'un hélium. Toutefois, étant donné que les parois du ballon doivent pouvoir rester rigides sans implosion, le ballon ne peut être construit avec aucun matériau connu. Malgré cela, il y a de nos jours parfois encore matière à discussions sur le sujet.
En 1710, Gottfried Wilhelm Leibniz détermina que le principe d'un engin naviguant à l'aide de sphères sous vide était physiquement impossible.
Par ailleurs, l'entreprise O-boot a pour projet de construire un prototype de dirigeable par le vide. Leur aéronef du même nom - qu'il tire sans doute d'un parallèle avec les sous-marins U-boot (unter-Wasser Boot) allemands de la Seconde Guerre mondiale - parviendrait à "emprisonner du vide" dans différentes sphères en exploitant la résistance de compression des structures alvéolées. En effet, des matériaux ultra-légers de type mousse injectés dans ces structures en alvéoles permettraient de résister à la différence de pression et d'éviter l'effet de flambage.
Un modèle de l'invention de Lana est exposé au National Air and Space Museum de Washington DC.

## Le système d'écriture

Grille du système Lana.

Francesco Lana de Terzi imagina divers systèmes d’écriture codée pour les personnes atteintes de cécité. Il conçut notamment un procédé d’impression en relief sur du papier épais ainsi qu’un « système permettant aux aveugles d’écrire couramment en traçant seulement des lignes et en faisant des points ».
Cette idée ne fut pas exploitée pour les personnes concernées mais elle fut exploitée par le capitaine Charles Barbier de la Serre qui la destine à un usage militaire afin de faciliter l'envoi de messages codés lors de manœuvres militaires effectuées dans l'obscurité.

## Œuvres
- Rappresentazione di S. Valentino, vescovo, martire e protettore di Terni, Terni, 1656, in-4°.
- Prodromo overo saggio di alcune inventioni nuove, premesso all’arte maestra, opera che prepara il P. Fr. Lana, Brescia 1670, in-folio ; on en trouve un sommaire dans le tome 40 de la Nova mandelliana raccolta d’opuscoli scientifici, à la page 77. Ce, livre important pour l'histoire des sciences et techniques, est illustrée de 20 planches gravées en taille-douce à la fin du volume, montrant divers appareils et instruments scientifiques. Parmi elles, se trouve la célèbre représentation du vaisseau aérien inventé par l'auteur.
- La beltà svelata in cui si scuoprono le bellezze dell’anima, Brescia, 1681, in-8°.
- Magisterium naturæ et artis, opus physico-mathematicum P. Fr. Tertii de Lanis in quo occultiora naturalis philosophiæ principia manifestantur, Brescia, 1684, 1686, et Parme, 1692, 3 tomes in-fol. ; c’est le développement du Prodromo cité plus haut. L’auteur, dans trois corollaires de sa deuxième proposition du sixième livre, où il traite De motu per impetum a motore translato, conclut contre le système de Copernic sur le mouvement annuel et diurne de la terre[12]. Ce grand encyclopédie des sciences physiques et mécaniques, fruit d'un immense travail, devait à l'origine comporter 9 volumes ; finalement, seuls trois d'entre eux virent le jour, les deux premiers à Brescia en 1684-1686, et le troisième à Parme, en 1692.
- Dissertazione sopra la declinazione dell’ago calamitato nel paese Bresciano, faisant partie des Acta novæ Academiæ Philexoticorum naturæ et artis, Brescia, 1687.
- (en) « Reflections concerning the formation of crystals », Philosophical Transactions, no 83,‎ 1672, p. 4068-4069 (JSTOR 100935).
- Saggio sulla storia naturale della provincia Bresciana, publié à Brescia en 1769 par le savant naturaliste Cristoforo Pilati.